# Lepaterique
Lepaterique è un comune dell'Honduras facente parte del dipartimento di Francisco Morazán.
Il comune venne istituito il 16 ottobre 1913.